# 12508 Darcysloe
12508 Darcysloe este o planetă minoră (asteroid), cu un diametru de 3,267 km, din centura de asteroizi. A fost descoperită pe 31 martie 1998 la Magdalena Ridge Observatory⁠(d) de Lincoln Near-Earth Asteroid Research. 
Obiectul prezintă o orbită caracterizată de o semiaxă mare de 2,4136706 UAi, o excentricitate de 0,16, o înclinație de 6,96715 ° în raport cu ecliptica.